# Kajla
Kajla (románul Caila, németül Köllendorf, erdélyi szász nyelven Keldref) település Romániában, Beszterce-Naszód megyében.

## Fekvése
A megye délnyugati részén, Besztercétől 20 km-re nyugatra, Bethlentől 18 km-re keletre, Alsóbalázsfalva, Felsőbalázsfalva, Pogyerej és Szépnyír közt fekvő település.

## Története
1332-ben Kyule néven említi először a pápai tizedjegyzék. Ebben az évben plébániatemploma volt, papjának neve, Siegfriedus, német lakosságra enged következtetni.
A 17. század táján románok költöztek a faluba.
A trianoni békeszerződésig Beszterce-Naszód vármegye Jádi járásához tartozott.

## Lakossága
1910-ben 645 fő lakta a települést, ebből 631 román, 5 magyar, 5 német és 4 egyéb nemzetiségű volt.
2002-ben 355 lakosából 352 fő román, 3 magyar volt.